# Tessaromma setosa
Tessaromma setosa là một loài bọ cánh cứng trong họ Cerambycidae.